# Adolphe Deville

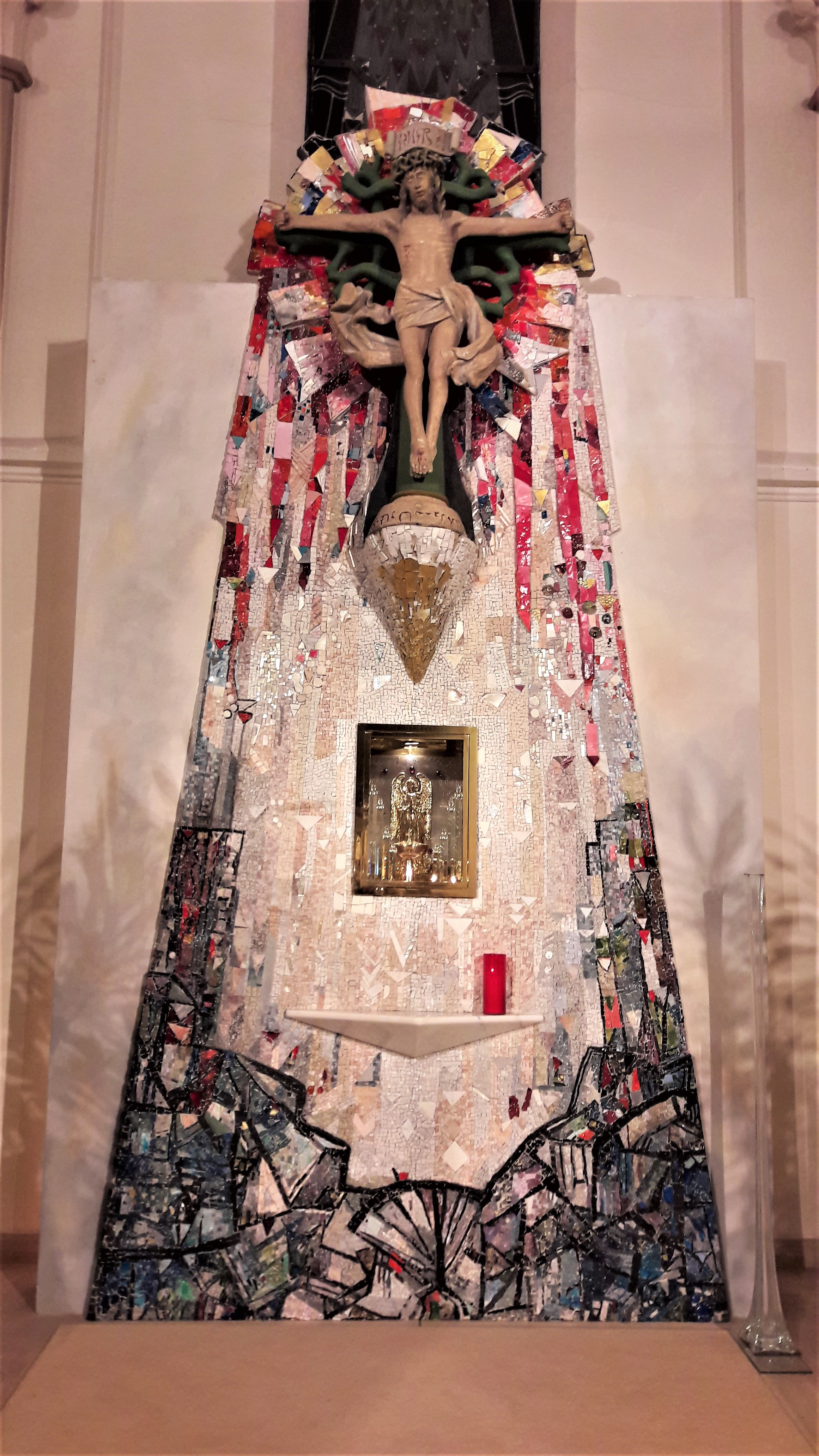
Christus van Orval (1997) in Oberkorn

Adolphe Deville (Hesperange, 13 november 1935 – Esch-sur-Alzette, 28 mei 2002) was een Luxemburgs beeldhouwer, kunstschilder, mozaïekkunstenaar en onderwijzer.

## Leven en werk
Adolphe Deville studeerde aanvankelijk architectuur in Parijs, maar stapte na twee jaar over naar de École nationale supérieure des beaux-arts om te leren schilderen en volgde daarnaast lessen bij André Lhote in Montparnasse. Hij vervolgde zijn opleiding aan de Staatlichen Hochschule für bildende Künste in Frankfurt am Main. In 1962 liep hij stage in het Rheinisches Landesmuseum Trier. Vanaf 1964 was hij tekenleraar aan het Lycée de garçons d'Esch-sur-Alzette. Deville was als 12-jarige met zijn ouder in Schifflange komen wonen, vanaf 1969 woonde hij er in een oude parochie.
De kunstenaar ontwierp en maakte onder meer glas-in-loodramen, mozaïeken, schilderijen, sculpturen, sierraden en wand- en toneeldecoraties. Hij exposeerde onder andere in de Galerie Municipale d'Art in Esch (1962, 1980), op salons van de Cercle Artistique de Luxembourg (1961, 1962, 1987) en solo in het Dada-huis (1985) in Luxemburg-Stad en bij de Lions Club d'Esch-sur-Alzette (2010).
Deville overleed op 66-jarige leeftijd.

## Enkele werken
- 1978 ontwerp glas in lood voor de parochiekerk in Roodt-sur-Syre. Uitvoering firma Kastenbach.
- 1989 Fontein bij het gemeentehuis van Schifflange.
- Ambo en altaar in de kapel in Dahlem.
- Altaar, ambo, doopvont en tabernakel in de kerk van Leudelange.
- Baptisterium van de kerk van Sanem.
- Koorraam, Christus van Orval (1997) aan een tabernakelzuil van mozaïek in de Stefanuskerk van Oberkorn.
- Entreehal van het Lycée de garçons d'Esch-sur-Alzette.
- Mozaïeken in Leudelange, Bettembourg en Esch-sur-Alzette.

### Afbeeldingen

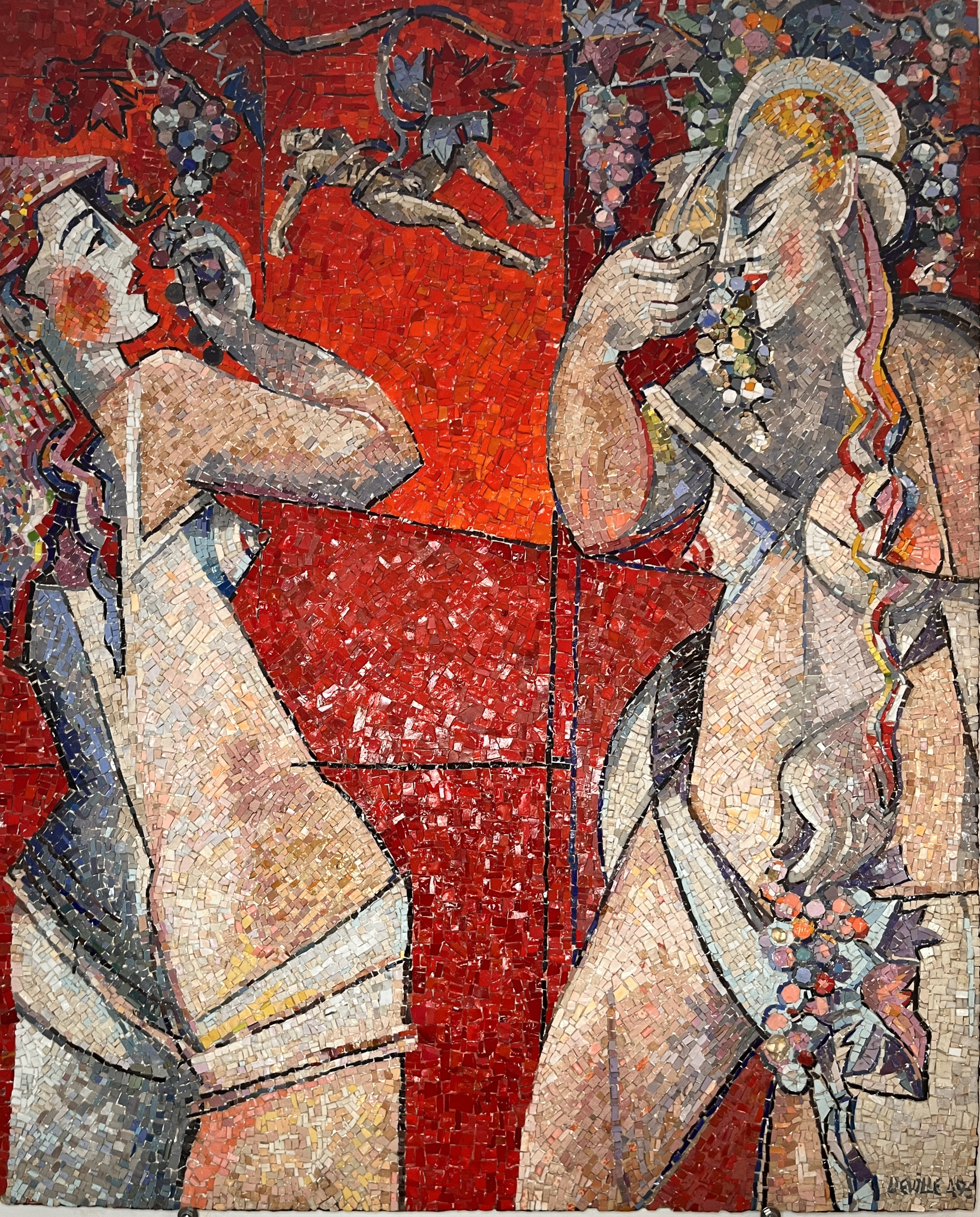
Les filles de Loth, mozaïek
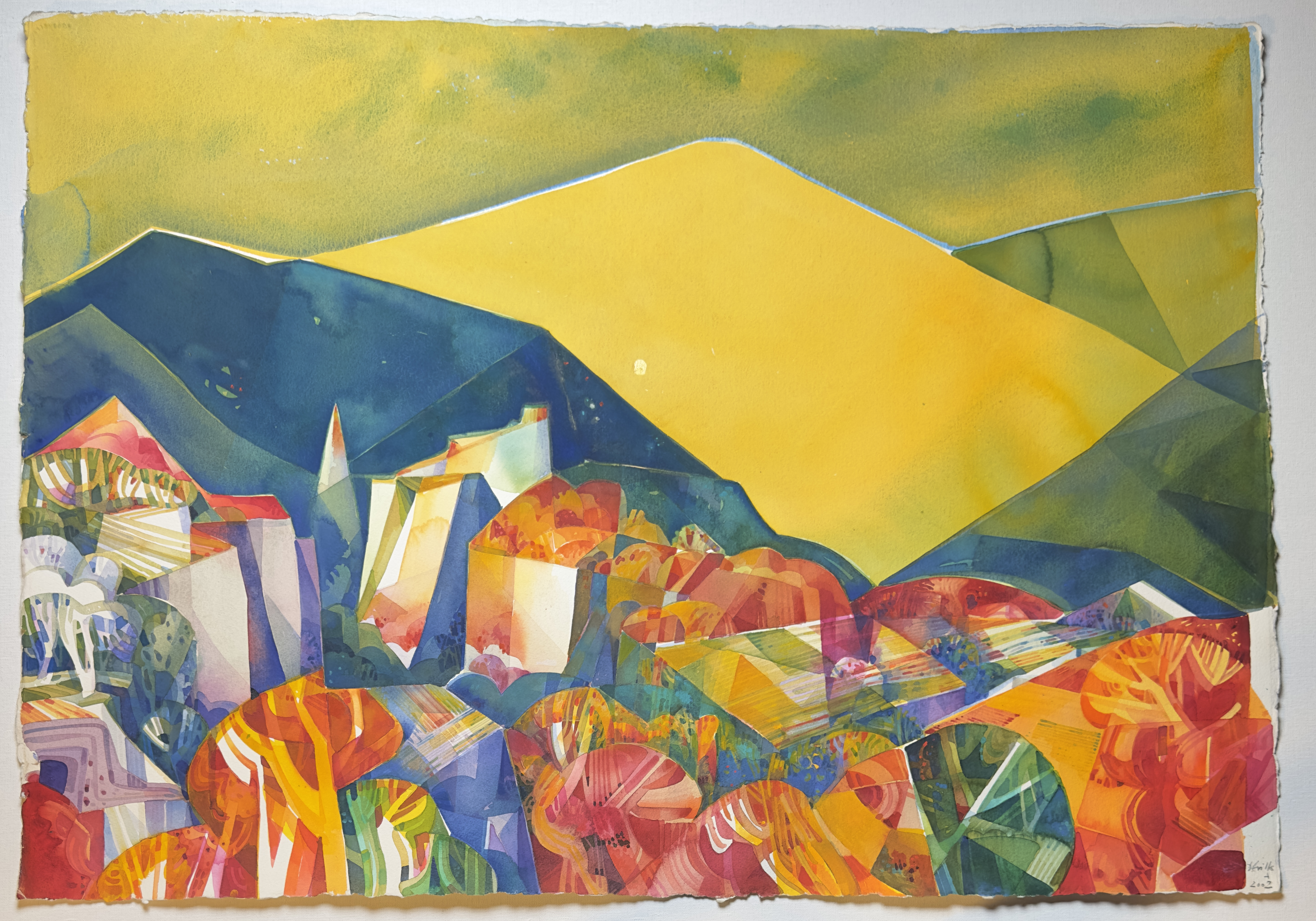
Paysage provençal, schilderij (2002)
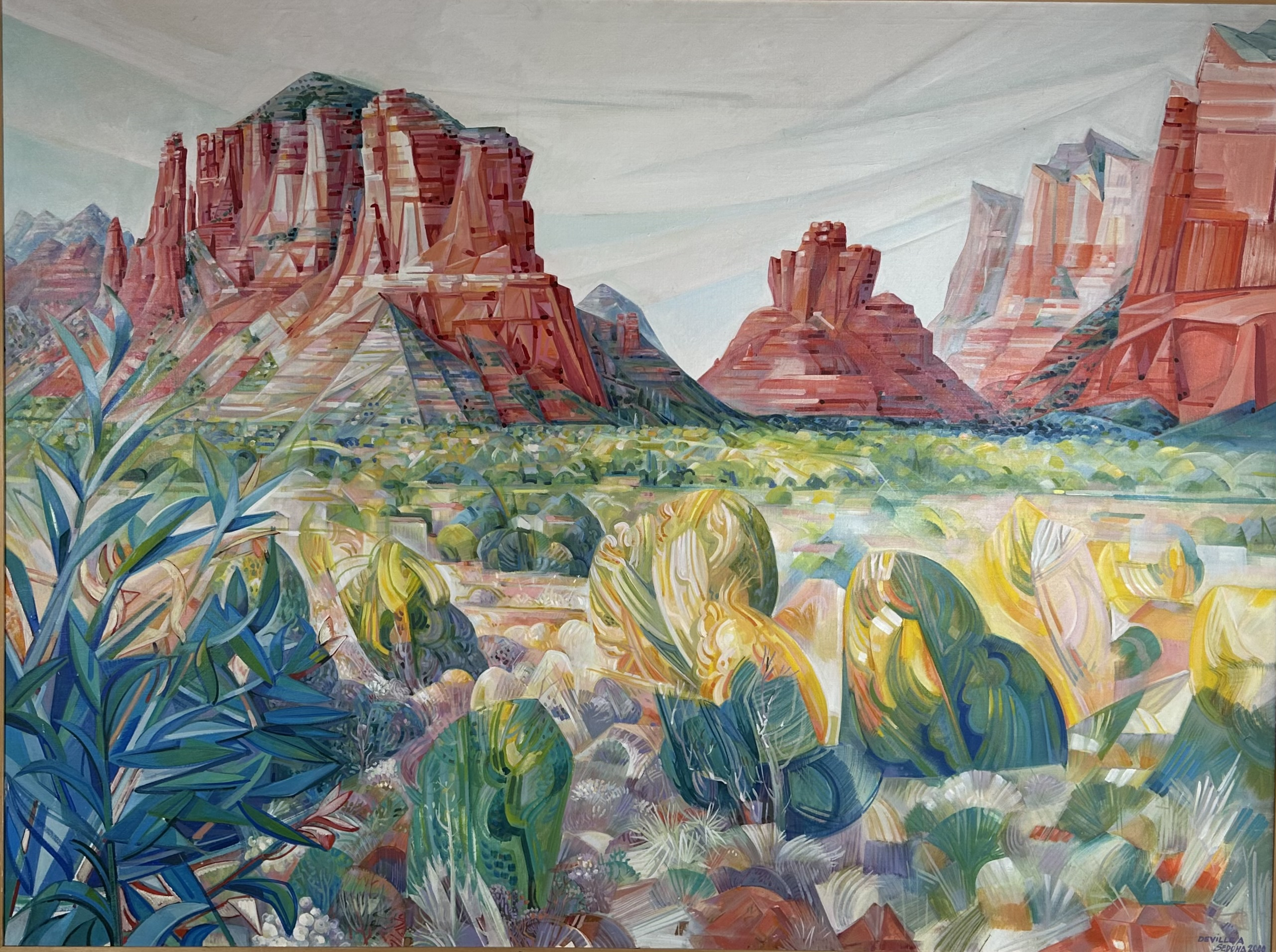
Sedona fleuri, schilderij

- Musée national d'archéologie, d'histoire et d'art: lkl001374